# بيترو فييرجوود
بيترو فييرجوود (بالإيطالية: Pietro Vierchowod) (منزا، 6 أبريل 1959) لاعب كرة قدم إيطالي سابق، كان ضمن الفريق الفائز في كأس العالم 1982. بدأ دانييلي مسارو مسيرته الكروية مع نادي رومانيزي ولعب لموسم زاحد قبا أن ينتق لنادي كومو موسم1976 ، و انتقل بعدها بخمسة مواسم إلى نادي سامبدوريا ، و أعير في أول موسمين لـ روما فيورنتينا و بعدها رجع لصفوف نادي سامبدوريا حيث لعب معهم 358 مباراة، لعب لنادي إيه سي ميلان، موسما واحد فقط، واعتزل مع فريق بيانتشينزا موسم 2000. لعب 45 مباراة دولية مع منتخب إيطاليا لكرة القدم.

## روابط خارجية
- بيترو فييرجوود على موقع الاتحاد الدولي (مؤرشف)  (الإنجليزية)
- بيترو فييرجوود على موقع الاتحاد الأوربي (الإنجليزية)
- بيترو فييرجوود على موقع قاعدة بيانات كرة القدم.إي يو (الإنجليزية)
- بيترو فييرجوود على موقع ناشيونال فوتبول تيمز (الإنجليزية)
- بيترو فييرجوود على موقع Soccerway.com (الإنجليزية)
- بيترو فييرجوود على موقع عالم كرة القدم.نت (الإنجليزية)
- بيترو فييرجوود على موقع أوليمبيديا (الإنجليزية)